# Diploderma ngoclinense
Diploderma ngoclinense — вид ігуаноподібних ящірок родини агамових (Agamidae). Ендемік В'єтнаму. Описаний у 2017 році.

## Поширення і екологія
Diploderma ngoclinense відомі з типової місцевості, розташованої на схилах гори Нгоклінь в Аннамських горах, на території провінції Контум у центральному В'єтнамі, на висоті 1650 м над рівнем моря. Вони живуть в гірських тропічних лісах.